# Венгорст
Венгорст (нід. Venhorst) — село в нідерландській провінції Північний Брабант. Входить до муніципалітету Букел.
Його площа становить 10,99 км², а населення станом на 2021 рік складало 1 755 осіб.